# Tinte indicador de orina
El indicador de orina es una sustancia mítica que supuestamente reacciona con la orina, formando una nube de color en la piscina o jacuzzi, indicando así la ubicación de las personas que orinan mientras están en el agua. Un informe de 2015 de la Fundación Nacional de Piscinas lo llamó "el mito de la piscina más común de todos los tiempos", y casi la mitad de los estadounidenses que tomaron una encuesta hecha por investigadores creían que el tinte existía.
La orina es difícil de detectar, ya que muchos de los compuestos que se encuentran naturalmente en la orina son inestables y reaccionan libremente con desinfectantes comunes, como el cloro, creando una gran cantidad de compuestos subproductos de la desinfección (DPB en inglés) a partir de los químicos orgánicos originales en la orina.
Los rumores sobre el origen del indicador de orina se remontan al menos a 1958.Los padres suelen contar la historia a los niños que no quieren que orinen en la piscina. Una biografía de Orson Welles de 1985 lo describe usando ese tinte como parte de una broma en 1937. 